# Die offene Gesellschaft und ihre Feinde

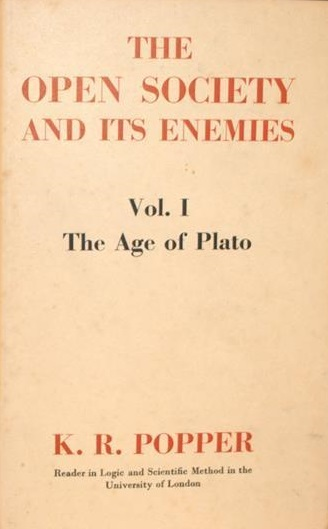
Originalcover des Buches

Die offene Gesellschaft und ihre Feinde (englisch: The Open Society and Its Enemies) ist ein Werk des Philosophen Karl Popper über politische Philosophie. Es geht darin um eine „Verteidigung der offenen Gesellschaft gegen ihre Feinde“ sowie um Kritik an den Theorien des teleologischen Historizismus, wonach sich die Geschichte unaufhaltsam nach universellen Gesetzen entfaltet. Popper beschuldigt Platon, Georg Wilhelm Friedrich Hegel und Karl Marx des Totalitarismus, weil sie sich zur Untermauerung ihrer politischen Philosophien auf den Historizismus stützten. Als weitere mit der offenen Gesellschaft unvereinbare Konzepte sieht Popper den Utopismus, Holismus und den Kollektivismus.
Das während des Zweiten Weltkriegs in Neuseeland geschriebene Werk Die offene Gesellschaft und ihre Feinde wurde 1945 in London bei Routledge in zwei Bänden veröffentlicht: Der Zauber Platos (The Spell of Plato) und Falsche Propheten: Hegel, Marx und die Folgen (The High Tide of Prophecy: Hegel, Marx, and the Aftermath). Eine einbändige Ausgabe mit einer neuen Einleitung von Alan Ryan und einem Essay von Ernst Gombrich wurde 2013 von Princeton University Press veröffentlicht.

## Inhalt
Popper entwickelt eine Kritik des Historizismus und eine Verteidigung der offenen Gesellschaft und der liberalen Demokratie. Der Untertitel seines ersten Bandes, The Spell of Plato (Der Zauber Platos), verdeutlicht Poppers Ansicht, dass die meisten Platon-Interpreten durch die Jahrhunderte hindurch von Platons Größe und seinem unnachahmlichen Stil verführt worden seien. Dabei, so argumentiert Popper, haben sie Platons politische Philosophie als eine wohlwollende Idylle aufgefasst, ohne ihre gefährlichen Tendenzen zur totalitären Ideologie zu berücksichtigen.
Im Gegensatz zu den wichtigsten Platon-Forschern seiner Zeit trennte Popper Platons Ideen von denen des Sokrates und behauptete, dass ersterer in seinen späteren Jahren keine der humanitären und demokratischen Tendenzen seines Lehrers zum Ausdruck brachte. Insbesondere wirft Popper Platon vor, Sokrates in der Politeia zu verraten, wo Platon Sokrates als Sympathisanten des Totalitarismus darstellt.
Popper lobt Platons Analyse des sozialen Wandels und der Unzufriedenheit und bezeichnet ihn als großen Soziologen, lehnt aber seine Lösungen ab. Popper interpretiert die aufkommenden humanitären Ideale der attischen Demokratie als die Geburtswehen der von ihm begehrten „offenen Gesellschaft“. Platons Hass auf die Demokratie führte ihn, so Popper, „zur Verteidigung der Lüge, der politischen Wunder, des tabuistischen Aberglaubens, der Unterdrückung der Wahrheit und schließlich der brutalen Gewalt“. Popper ist der Ansicht, dass Platons historisierende Ideen von der Angst vor dem Wandel, den liberale Demokratien mit sich bringen, angetrieben werden. Als Aristokrat und Verwandter des einstigen athenischen Diktators Kritias sympathisiere Platon nach Poppers Ansicht mit den Oligarchen seiner Zeit und verachtete den einfachen Mann. Popper vermutet auch, dass Platon das Opfer seiner eigenen Eitelkeit war und der oberste Philosophenkönig seiner Vision werden wollte.

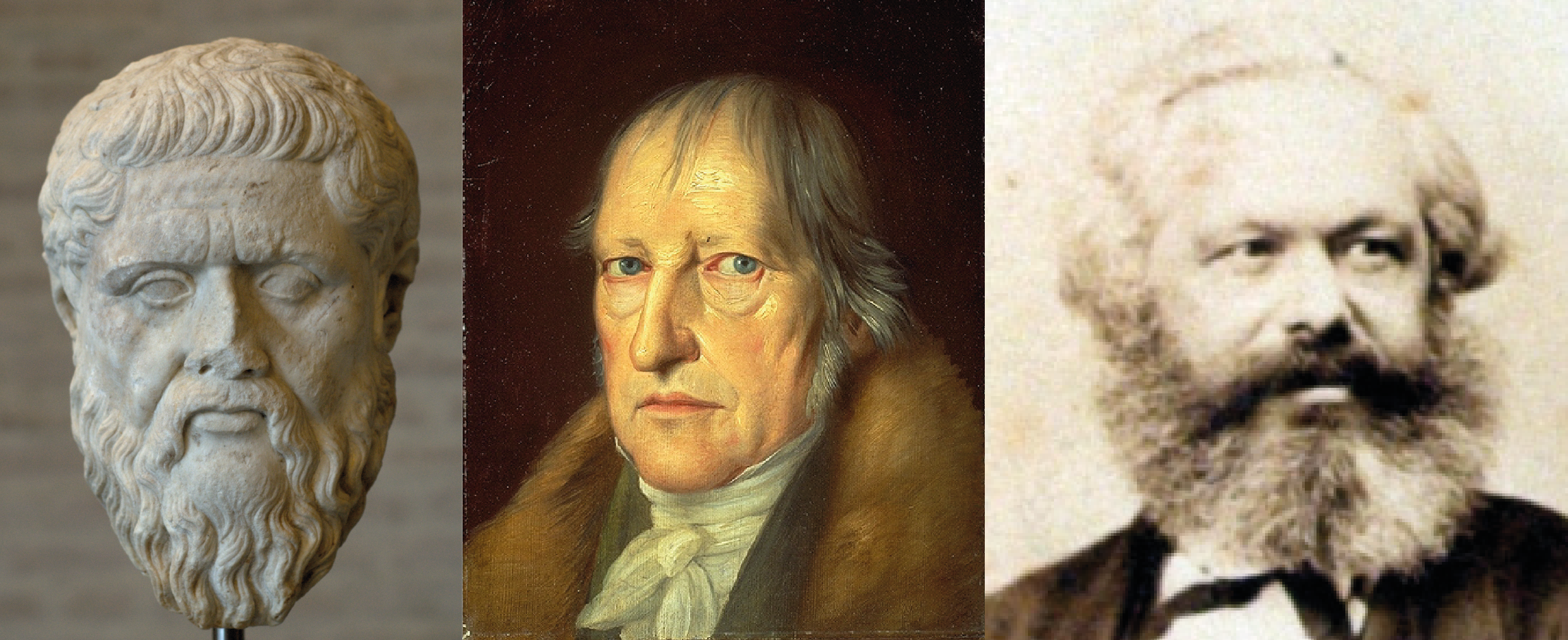
Platon, G. W. F. Hegel und Karl Marx (v. l. n. r.)

Das letzte Kapitel des ersten Bandes trägt den gleichen Titel wie das Buch und vermittelt Poppers eigene philosophische Erkundungen über die Notwendigkeit der direkten liberalen Demokratie als der einzigen Regierungsform, die institutionelle Verbesserungen ohne Gewalt und Blutvergießen ermöglicht.
In Band zwei, The High Tide of Prophecy: Hegel, Marx, and the Aftermath (Falsche Propheten : Hegel, Marx und die Folgen) kritisiert Popper Hegel und Marx, indem er ihre Ideen bis zu Aristoteles zurückverfolgt und argumentiert, dass sie die Wurzel des Totalitarismus des 20. Jahrhunderts seien. Was Hegel betrifft, so stellt Popper ihm die Ansichten von Hegels Landsmann und persönlichem Bekannten, dem Philosophen Arthur Schopenhauer, gegenüber.
Im fünften Abschnitt seines Kapitels über Hegel befasst er sich mit Hegels Einfluss auf den Faschismus des 20. Jahrhunderts, wobei er sich ausdrücklich auf dessen historizistische Elemente und nicht auf seinen Totalitarismus konzentriert.
Der nächste Hauptfeind der offenen Gesellschaft ist nach Popper Karl Marx. Popper räumt ein, dass Marx im Gegensatz zu Hegel die Not der einfachen Menschen und die Ungerechtigkeiten, die zu seiner Zeit in kapitalistischen Gesellschaften herrschten, sehr am Herzen lagen. Darüber hinaus bieten Marx’ Schriften scharfe ökonomische, soziologische und historische Einsichten. Doch selbst dort, wo Popper Marx’ Ansichten für wertvoll hält, ist er der Ansicht, dass Marx’ Historizismus ihn dazu verleitet hat, seine Argumente überzubewerten – zum Beispiel die Bedeutung des Klassenkampfes. Popper lehnt Marx’ Sichtweise ab, die seiner Ansicht nach historistisch, antirational und totalitär ist.

## Zustandekommen und Veröffentlichung
Die Entscheidung, ein Buch über die offene Gesellschaft zu schreiben, traf Karl Popper nach dem Anschluss Österreichs an Nazi-Deutschland im Jahre 1938. Während Popper während des Zweiten Weltkriegs in akademischer Bedeutungslosigkeit in Neuseeland schrieb, halfen mehrere Kollegen aus der Philosophie und den Sozialwissenschaften bei der Veröffentlichung des Buches. Gombrich wurde mit der Aufgabe betraut, einen Verleger zu finden, Friedrich Hayek wollte Popper an die London School of Economics holen und war von seiner Hinwendung zur Sozialphilosophie begeistert, und Lionel Robbins und Harold Laski überprüften das Manuskript. J.N. Findlay schlug den Titel des Buches vor, nachdem drei andere verworfen worden waren.
Die deutsche Übersetzung von Paul Feyerabend erschien zuerst im A. Francke Verlag, Bern: 1957 Der Zauber Platos und 1958 Falsche Propheten: Hegel, Marx und die Folgen. Das Buch wurde später in verschiedene Sprachen übersetzt. In Russland wurde es erstmals 1992 veröffentlicht.

## Rezeption und Einfluss
Das Buch gilt als eines der wichtigsten Werke der Politischen Philosophie im 20. Jahrhundert und konnte sowohl in konservativen als auch in linksliberalen Kreisen Anhänger gewinnen. Das Werk gilt als bedeutend, um das Konzept der offenen Gesellschaft, welche auf rationalen Prinzipien beruht und keine absolute Wahrheit kennt, zu etablieren. Der britische Guardian setzte das Buch auf seine Top-100-Liste der besten Non-Fiction-Bücher des 20. Jahrhunderts. Die vom Investor George Soros gegründeten Open Society Foundations wurden in ihrem Namen und ihrer Zielsetzung von Poppers Buch inspiriert.
The Open Society and Its Enemies wurde von den Philosophen Bertrand Russell, der es „ein Werk von erstklassiger Bedeutung“ und „eine energische und tiefgründige Verteidigung der Demokratie“ nannte, und Sidney Hook, der es eine „subtil argumentierte und leidenschaftlich geschriebene“ Kritik an den „historistischen Ideen, die die Liebe zur Freiheit [und] die Existenz einer offenen Gesellschaft bedrohen“ nannte, gelobt. Hook bezeichnet Poppers Kritik an den Grundüberzeugungen des Historizismus als „zweifellos stichhaltig“ und stellt fest, dass der Historizismus „das Vorhandensein echter Alternativen in der Geschichte, das Wirken pluraler kausaler Prozesse im historischen Muster und die Rolle menschlicher Ideale bei der Neubestimmung der Zukunft übersieht“. Ihm wurde aber vorgeworfen, historische Persönlichkeiten wie Hegel, Marx oder Platon einseitig oder missverständlich zu interpretieren. Im Oktober 1951 hat Walter Kaufmann sich in einem umfangreichen Aufsatz detailliert mit Karl Poppers Hegel-Kritik auseinandergesetzt; diese enthalte „mehr Mißverständnisse über Hegel als man je zuvor auf so schmalem Raum beisammen gesehen“ habe. Der Philosoph Robert C. Solomon schreibt, Popper führe eine „fast völlig ungerechtfertigte Polemik“ gegen Hegel, die dazu beigetragen habe, Hegel den Ruf eines „moralischen und politischen Reaktionärs“ zu verschaffen.
Der Philosoph Joseph Agassi schreibt Popper zu, gezeigt zu haben, dass der Historizismus ein Faktor sei, der sowohl dem Faschismus als auch dem Bolschewismus gemeinsam sei.

## Ausgaben
- Die offene Gesellschaft und ihre Feinde Band 1, Der Zauber Platons, 8. Auflage, durchgesehen und ergänzt, Tübingen: Mohr Siebeck 2003, ISBN 978-3-16-148068-3.
- Die offene Gesellschaft und ihre Feinde Band 2, Falsche Propheten: Hegel, Marx und die Folgen, 8. Auflage, durchgesehen und ergänzt, Tübingen: Mohr Siebeck 2003, ISBN 978-3-16-147802-4.